# 天苑四b
波江座ε星b，也被称为天苑四b，行星编号为HD 22049b，是一颗位于波江座、距离地球约10光年的系外行星。其母星为天苑四，该行星的发现使天苑四系统在2012年10月半人馬座α Bb被發現以前是距离太阳系最近的行星系。

## 发现
1990年代初，由布鲁斯·坎贝尔（Bruce Campbell）和戈登·沃克（Gordon Walker）领导的一支加拿大团队已经猜测该行星可能存在，但是他们的观测结果并不具有权威性。及至2000年8月7日，由阿蒂·海泽斯领导的团队宣布发现了该行星，观测结果显示其质量为1.2 ± 0.33倍木星质量，轨道距离其母星3.4天文单位 。科学家认为其轨道离心率较高（如本尼迪克最近一次估计认为其离心率高达0.702）。傑佛瑞·馬西等人认为需要获得更多的由其大型的、可变的磁场引起的多普勒噪音以进一步确定其存在，故在哈勃空间望远镜的观测确定其存在之前，该行星的存在仍然富有争议性。

## 特性
科学家估计该行星的质量为木星质量的1.5倍，其轨道与地球观测视线的倾角为30°，且与其母星四周环绕的尘埃环位于同一平面上。